# Vũ khí hóa học
Vũ khí hóa học là loại vũ khí sử dụng hóa chất (thường là chất độc quân sự) gây tổn thương, nguy hại trực tiếp cho người, động vật và cây cỏ. Vũ khí hóa học là 1 trong những loại vũ khí hủy diệt lớn gây chết người hàng loạt. Vũ khí hóa học dựa trên đặc điểm độc tính cao và gây tác dụng nhanh của chất độc quân sự để gây tổn thất lớn cho đối phương.
|  |

## Lịch sử
Trong các cuộc chiến tranh, xung đột rất xa xưa, người ta đã biết sử dụng các loại chất hóa học như tên tẩm thuốc độc do thổ dân da đỏ dùng để tiêu diệt ác thú, đánh giặc ngoại xâm. Người ta cũng sử dụng chất độc bỏ vào giếng nước ăn để tiêu diệt hàng loạt sinh lực đối phương. Trước Công Nguyên người Ấn Độ đã biết dùng khói hơi ngạt để hạ đối phương.
Theo Luật pháp quốc tế, vũ khí hóa học đã bị cấm sử dụng từ năm 1899. Trong Công ước Hague 1899: điều 23 đã được thông qua bởi Hội nghị La Hay đầu tiên, "đặc biệt" cấm sử dụng "chất độc và vũ khí độc".
Tuy nhiên, vũ khí hóa học vẫn được sử dụng phổ biến nhất từ thế kỷ XX, đặc biệt là trong 2 cuộc đại chiến thế giới, trong Chiến tranh Việt Nam và một số cuộc chiến khác. Trong Chiến tranh thế giới thứ nhất, cả 2 phe tham chiến đều dùng Khí làm chảy nước mắt, khí Clo, khí phosgene gây ngạt chứa trong chai, trong đạn pháo, đạn cối làm cho 1.360.000 người bị nhiễm độc vì hơi ngạt, trong đó có 94.000 người đã chết. Trong Chiến tranh Việt Nam, Mỹ đã sử dụng nhiều loại vũ khí hóa học, đặc biệt là chất độc da cam gây hậu quả nặng nề cho nhân dân Việt Nam trong cuộc chiến tranh xâm lược, để lại hậu quả nặng nề do di truyền cho bao nhiêu thế hệ người Việt.
Ngày 1/6/1990, George Herbert Walker Bush và Mikhail Sergeyevich Gorbachev ký hiệp định Xô-Mỹ về chấm dứt sản xuất vũ khí hóa học.

## Phân loại
Vũ khí hóa học được phân loại như sau:
1. Theo loại chất độc
  1. Vũ khí hóa học gây ngạt
  2. Vũ khí hóa học gây tổn thương thần kinh
  3. Vũ khí hóa học gây loét da
  4. Vũ khí hóa học diệt cây
2. Theo đối tượng tác chiến
  1. Vũ khí hóa học tiêu diệt sinh lực
  2. Vũ khí hóa học diệt cây

## Dẫn nguồn
1. ↑  Điều 23 công ước Hague
2. ↑  Niên biểu vũ khí hóa học và sinh học.